# Annunciazione (Lochner)
L'Annunciazione è un dipinto del pittore tedesco Stephan Lochner realizzato circa nel 1446-1449 conservato nel Wallraf-Richartz Museum a Colonia  in Germania. I pannelli sono stati probabilmente concepiti come ala esterna per una pala d'altare perduta.

## Descrizione
Il Dipinto mostra la Vergine Maria in atteggiamento piuttosto convenzionale con l'Arcangelo Gabriele, che riceve la voce dello Spirito Santo il quale si libra sopra di lei sotto la sembianza di colomba. Un vaso dietro di lei contiene un giglio. I suoi vestiti bianchi e il fiore rappresentano la sua verginità. Sembra influenzato da pannelli simili trovati nel Polittico dell'Agnello Mistico di Jan van Eyck.